# Малый Ривьерский мост (Сочи)
Ма́лый Ривье́рский мост — пешеходный мост в Центральном районе города Сочи Краснодарского края России. Соединяет улицу Конституции с парком «Ривьера» и пляжем Ривьера.

## История
Сооружён коллективом 437-го управления треста «Новороссийскморстрой» на месте старого металлического автомобильного моста (ныне его функции выполняет Ривьерский мост), простоявшего до 1958, основания опор которого видны и поныне. Авторы проекта — сотрудники Сочинского филиала «Гипрокоммунстрой» К. А. Звуков, О. Д. Курдяев и В. Ф. Клёнов. Мост заложен в марте 1961 года бригадой Строительного участка № 5 «Севкавтрансстроя» по руководством В. П. Василенко. Начало строительства — январь 1960 года. Открыт 26 января 1963. В декабре 2021 года движение по мосту приостановлено из-за обнаружения повреждений конструкций.

## Описание
С 2008 в дополнение к двойной лестнице, выводящей на улицу Егорова, сооружённой в одно время с мостом в 1961-1963, появился подземный пешеходный переход под этой улицей, выходящий непосредственно в парк «Ривьера».